# Hellmonsödt
Hellmonsödt je městys v rakouské spolkové zemi Horní Rakousy, v okrese Urfahr-okolí.

## Počet obyvatel
V roce 2012 zde žilo 2 169 obyvatel.

## Politika

### Starostové
Starostové od roku 1850:
| Doba v úřadu | Jméno                 | Doba v úřadu | Jméno              |
| ------------ | --------------------- | ------------ | ------------------ |
| 1850–1875    | Franz Paul Lugmayr    | 1945–1946    | Karl Edtstadler    |
| 1875–1894    | Josef Hochmair        | 1946–1949    | Josef Kaineder     |
| 1894–1906    | Michael Penzenleitner | 1949–1961    | Ludwig Egger       |
| 1906–1919    | Franz Schwarz         | 1961–1973    | Johann Obermüller  |
| 1919–1920    | Egid Franzl           | 1973–1997    | Hermann Schwarz    |
| 1920–1924    | Josef Lugmayr         | 1997–2014    | Anton Schwarz      |
| 1924–1929    | Karl Ortner           | od roku 2015 | Jürgen Wiederstein |
| 1929–1934    | Johann Schwarzmüller  |              |                    |
| 1934–1945    | Johann Radlmüller     |              |                    |